# Vadym Paramonov
Vadym Mykolajovyč Paramonov (in ucraino Вадим Миколайович Парамонов?; Pavlohrad, 18 marzo 1991) è un calciatore ucraino, difensore dell'Alaškert.

## Caratteristiche tecniche
È un difensore centrale.

## Carriera
Cresciuto nel settore giovanile di Inter Dnipropetrovsk e ISTA Dnipropetrovsk, ha trascorso i primi anni di carriera in Perša Liha giocando 90 incontri con il Poltava fra il 2014 ed il 2018.
Acquistato dallo Zorja, ha esordito in Prem"jer-liha il 22 luglio 2018 disputando l'incontro vinto 2-0 contro l'Arsenal Kiev. Al termine della stagione si è trasferito al Kolos Kovalivka.
In seguito ha anche giocato con l'Urartu, club della prima divisione armena.

## Palmarès

### Club

#### Competizioni nazionali
- Coppa d'Armenia: 1

Urartu: 2022-2023
- Campionato armeno: 1

Urartu: 2022-2023